# Torre di Cala Piccola
La torre di Cala Piccola, nota anche come torre di Cala Piatti, è una torre costiera situata nel comune di Monte Argentario. La sua ubicazione è presso il tratto litoraneo occidentale del promontorio dell'Argentario, all'interno dell'area di proprietà di un residence alberghiero.

## Storia

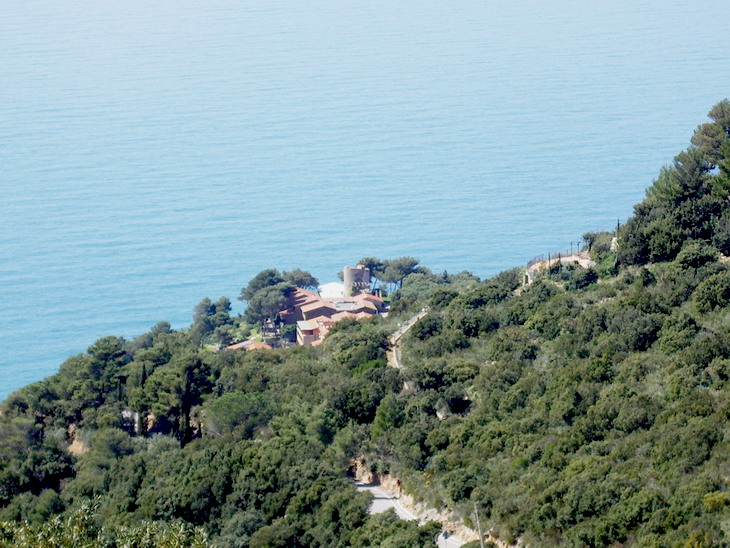
La torre di Cala Piccola inglobata nella struttura alberghiera.

La torre fu costruita dai Senesi in epoca rinascimentale, più precisamente nel corso del Quattrocento, come punto di riferimento per il sistema difensivo del tratto costiero meridionale della Repubblica di Siena. L'attuale fortificazione costiera fu ricostruita dagli Spagnoli nella seconda metà del Cinquecento, per potenziarla e renderla più funzionale nello svolgere funzioni di avvistamento e di difesa attiva e passiva nell'ambito del sistema difensivo costiero dello Stato dei Presidii.
La torre continuò a svolgere le proprie funzioni originarie per molti secoli, anche nel corso dell'Ottocento, quando entrò a far parte temporaneamente del Granducato di Toscana; dopo l'Unità d'Italia fu decisa la sua dismissione e venduta a privati nel 1867.
Nel secolo scorso la fortificazione è stata inglobata nell'area dell'attuale residence alberghiero.

## Descrizione
La torre di Cala Piccola si presenta a pianta circolare, con possente basamento a scarpa cordonato che nell'insieme si presenta come un'imponente struttura conica tronca, sulla quale poggia la parte superiore dell'edificio turriforme, che si sviluppa su tre livelli.
Le pareti esterne si presentato a tratti rivestite in pietra e a tratti con intonaco scialbato, con alcune feritoie e piccole finestre quadrate che si aprono ad altezze diverse; la porta di accesso alla torre si apre al piano rialzato ove si giunge attraverso una caratteristica rampa di scale esterna che si articola sulla parte rivolta verso terra.
La parte alta risulta priva di coronamenti, con la terrazza sommitale che originariamente era usata dalle sentinelle per le funzioni di avvistamento.